# Muhannad Assiri
Muhannad Ahmed Abu Radeah Assiri (arabisch مهند أحمد أبو رديه عسيري, DMG Muhannad Aḥmad Abū Radīh ʿAsīrī; * 14. Oktober 1986 in Muhayil, Provinz Asir) ist ein ehemaliger saudi-arabischer Fußballspieler.

## Karriere

### Verein
Bereits in seiner Jugend war er Teil von al-Wahda aus Mekka und wechselte schließlich zur Saison 2006/07 in die erste Mannschaft. Dort spielte er schließlich einige Jahre lang, gewann mit seiner Mannschaft aber keinerlei Titel. Ende Januar 2013 zog es ihn dann weiter zu al-Shabab. Hier gewann er in der Saison 2013/14 mit seiner Mannschaft den nationalen Pokal. Nach diesem Triumph verließ er den Klub aber wieder und schloss sich al-Ahli an. Mit diesen gewann er schließlich noch einmal jeweils den Crown Prince Cup, die Meisterschaft, den Pokal und den Superpokal. Nach der Saison 2020/21 beendete er seine Karriere.

### Nationalmannschaft
Sein Debüt in der Nationalmannschaft von Saudi-Arabien hatte er am 17. November 2010 bei einem 0:0-Freundschaftsspiel gegen Ghana. Hier wurde er in der 62. Minute für Naif Hazazi eingewechselt. Auch bei den folgenden Freundschaftsspielen kam er zum Einsatz. Bei der Asienmeisterschaft 2011 stand er zwar im Kader, bekam aber keine Spielzeit. Danach folgte eine lange Zeit ohne Einsatz, erst am 7. November 2017 bei einem 2:0-Freundschaftsspielsieg über Lettland bekam er wieder einen Einsatz. Bei der Weltmeisterschaft 2018 war er schließlich auch im Kader. In zwei Spielen der Gruppenphase kam er auch kurz zum Einsatz. Dies blieben dann auch die beiden einzigen Spiele bei Turnieren im Dress der Nationalmannschaft, da er nach diesem seine Karriere in dieser beendete.